# Lampsilis
Lampsilis é um género de bivalve da família Unionidae.
Este género contém as seguintes espécies:
- Lampsilis abrupta
- Lampsilis altilis
- Lampsilis binominata
- Lampsilis bracteata
- Lampsilis cardium
- Lampsilis cariosa
- Lampsilis dolabraeformis
- Lampsilis fullerkati
- Lampsilis haddletoni
- Lampsilis higginsii
- Lampsilis ornata
- Lampsilis ovata
- Lampsilis perovalis
- Lampsilis powellii
- Lampsilis rafinesqueana
- Lampsilis satura
- Lampsilis splendida
- Lampsilis streckeri
- Lampsilis virescens